# Elgaria
Elgaria es un género de reptiles escamosos de la familia Anguidae que se distribuye por América del Norte.

## Especies
Se reconocen las siguientes siete especies:
- Elgaria cedrosensis (Fitch, 1934)
- Elgaria coerulea (Wiegmann, 1828)
- Elgaria kingii Gray, 1838
- Elgaria multicarinata (Blainville, 1835)
- Elgaria panamintina (Stebbins, 1958)
- Elgaria paucicarinata (Fitch, 1934)
- Elgaria velazquezi Grismer & Hollingsworth, 2001